# Anton Keil
Anton Keil (3. června 1854 Salcburk – 21. listopadu 1926 Salcburk) byl rakouský římskokatolický kněz a politik, na konci 19. století poslanec Říšské rady; od roku 1919 titulární biskup dardanský a pomocný biskup salcburské arcidiecéze.

## Biografie
V roce 1876 byl vysvěcen na kněze. Vyučoval pak u voršilek a působil na náboženském gymnáziu Borromaeum v Salcburku. Od roku 1892 byl farářem a děkanem v Sankt Georgen bei Salzburg.
V 90. letech 19. století se zapojil i do celostátní politiky. Ve volbách do Říšské rady roku 1897 získal mandát za kurii venkovských obcí, obvod Salcburk, Golling atd.Profesně byl k roku 1897 uváděn jako děkan a farář v Sankt Georgen.
V roce 1901 se stal kanovníkem a městským děkanem. Roku 1919 byl jmenován titulárním biskupem dardanským a pomocným biskupem salcburské arcidiecéze. Biskupské svěcení přijal 17. srpna 1919. Roku 1921 se stal generálním vikářem. Roku 1923 mu byl udělen titul čestného doktora teologie. Od roku 1924 byl proboštem.